# Изоэвгенол
Изоэвгенол (2-метокси-4-пропенилфенол) C10H12O2 — вещество класса фенолов, относится к душистым веществам.

## Свойства
Состоит из двух изомеров.
Транс-изоэвгенол — бесцветные кристаллы с запахом гвоздики.
- М.м. 164,2
- Тпл = 33-34оС
- Ткип = 266оС
- d422=1,0852
- nD20=1,5785

Цис-изоэвгенол — жидкость с запахом гвоздики.
- Ткип = 262оС
- d422=1,0837
- nD20=1,5726

Свойства технического изоэвгенола (содержит 5-18 % цис-изоэвгенола, 82-95 % транс-изоэвгенола)
- Тзаст = 15-20оС
- Ткип = 140—145оС (при 12 мм.рт.ст.)
- d422=1,085-1,086
- nD20=1,5740-1,5750

Свойства изоэвгенола, характерные для обоих изомеров
- Твсп = 123оС
- Тсамовоспл = 123оС
- ЛД50 = 1,56 г/кг (крысы, перорально)

Изоэвгенол плохо растворяется в воде и глицерине, хорошо растворяется в этаноле, эфире, гликолях, эфирных маслах. Менее стабилен, чем эвгенол: легко димеризуется в диизоэвгенол, при окислении образует ванилин.

## Нахождение в природе
Изоэвгенол содержится в эфирных маслах. В гвоздичном масле содержится в основном цис-изоэвгенол, в масле эвгенольного базилика и коллюрии — транс-изоэвгенол.

## Получение
Изоэвгенол получают в основном из эфирных масел. Кроме того, получают технический изоэвгенол нагреванием эвгенола или содержащих его эфирных масел с гидроксидом калия при 190—195oC.

## Применение
Изоэвгенол широко используется для составления парфюмерных композиций, как отдушки для мыла и косметических изделий, ароматизации пищевых продуктов, ранее — для получения ванилина. Используются также производные изоэвгенола: метиловый эфир, ацетат изоэвгенола в парфюмерии; диизоэвгенол как антиоксидант для душистых веществ.